# Gnophos tephrosiaria
Gnophos tephrosiaria là một loài bướm đêm trong họ Geometridae.